# Nora Kershaw Chadwick
Pour les articles homonymes, voir Chadwick.
Nora Kershaw Chadwick (1891-1972) est une historienne et universitaire britannique, fellow de Newnham College à Cambridge. 

## Biographie
Nora Kershaw naît à Great Lever, près de Bolton, dans le Lancashire, en 1891, seconde fille de James Kershaw, manufacturier de coton et propriétaire d'une fabrique, et de son épouse, Emma Clara, née Booth. Elle fait ses études secondaires à la Stoneycroft School puis étudie à Cambridge à partir de 1910, au Newnham College, où elle obtient une mention très bien aux tripos en 1914. Elle est nommée lectrice à l'université de St Andrews. Après la guerre, un héritage lui permet de démissionner et de retourner à Cambridge. Elle épouse en 1922 Hector Munro Chadwick, qu'elle a connu comme professeur, puis elle obtient un master en 1923.

## Distinctions
Elle est docteure honoris causa de l'université de St Andrews, de l'université du pays de Galles et de l'université nationale d'Irlande. Elle est commandeur de l'ordre de l'Empire britannique (1961).

## Activités éditoriales
Avec son mari Hector Munro Chadwick, elle a publié une série d'ouvrages sur les traditions orales et la poésie orale. Elle a travaillé  avec  Viktor Jirmounsky sur une réédition, revue et augmentée, du volume  III  qui traite de la poésie épique dans les langues d'Asie Centrale, ouvrage publié à part en 1969 et intitulé  Oral Epics of Central Asia. Elle écrit aussi sur les Bretagnes (Britannia Major, Britannia Minor) en collaboration avec Myles Dillon et Kenneth H. Jackson entre autres.

## Publications
- The Growth of Literature, Cambridge University Press entre 1932 et 1940
  - I:  The Ancient Literatures of Europe (1932)
  - II: Russian Oral Literature, Yugoslav Oral Poetry, Early Indian Literature, Early Hebrew Literature (1936)
  - III: The Oral Literature of the Tatars and Polynesia, etc. (1940)
- Early Scotland, 1949.
- The colonization of Brittany from Celtic Britain, 1965.
  - traduction : La colonisation de la Bretagne armorique depuis la Bretagne celtique insulaire, trad. par Pierre Le Ven, Crozon, Armeline, 1999.
- Les Royaumes Celtiques, 1967, avec Myles Dillon, Fayard, 1974, rééd. Marabout, 1979, réédité en 1999 par Armeline, Crozon 2001,  (ISBN 2-910878-13-9), édition mise à jour et augmentée d'un chapitre additionnel de Christian-J. Guyonvarc'h et Françoise Le Roux.